# Léa Fehner
Léa Fehner, née le 15 octobre 1981 à Toulouse, est une réalisatrice et scénariste française.

## Biographie
Après des études de cinéma à Nantes, en Ciné-Sup, Léa Fehner intègre en 2002 le département Scénario de la Fémis, dont elle sort diplômée avec les félicitations du jury quatre ans plus tard. Son projet de fin d'étude est le scénario de Qu'un seul tienne et les autres suivront, qu'elle tournera en 2008. Le film a été sélectionné en 2009 à la Mostra de Venise dans la section Venice Days et a reçu le prix Michel-d'Ornano au Festival du cinéma américain de Deauville. Le film a reçu en décembre 2009 le prix Louis-Delluc du premier film, et a été nommé au César du meilleur premier film en 2010.
Elle est membre du collectif 50/50 qui a pour but de promouvoir l’égalité des femmes et des hommes et la diversité dans le cinéma et l’audiovisuel,.

## Filmographie
| Année | Titre                                    | Rôle         | Rôle       | Remarques |
| Année | Titre                                    | Réalisatrice | Scénariste | Remarques |
| ----- | ---------------------------------------- | ------------ | ---------- | --- |
| 2000  | Miros                                    | Oui          | Oui        | Court métrage |
| 2001  | Caillou                                  | Oui          | Oui        | Court métrage |
| 2001  | Dora                                     | Oui          | Oui        | Court métrage documentaire |
| 2003  | Ceux qui tiennent les murs               | Oui          | Oui        | Court métrage |
| 2004  | Conflit de canards                       |              | Oui        | Court métrage |
| 2005  | Ici, maintenant et encore                |              | Oui        | Court métrage |
| 2006  | Les Pieds devant                         |              | Oui        | Court métrage |
| 2007  | Sauf le silence                          | Oui          | Oui        | Court métrage |
| 2009  | Qu'un seul tienne et les autres suivront | Oui          | Oui        | Prix Michel d'Ornano au festival du cinéma américain de Deauville Prix Louis-Delluc du premier film Nomination au César du meilleur premier film                                                        |
| 2016  | Les Ogres                                | Oui          | Oui        | Swann d'or du meilleur film au festival du film de Cabourg VPRO Big Screen Award au festival international du film de Rotterdam Special Diplomas of the Jury au festival international du film d'Odessa |
| 2022  | Sages-Femmes                             | Oui          | Oui        | Film coécrit avec sa coscénariste Catherine Paillé. |